# FlyingStar Records
FlyingStar Records（フライングスター レコーズ）は、かつて存在したJVCケンウッド・ビクターエンタテインメント（以下、ビクターエンタテインメント）のレコードレーベル。2015年に消滅。

## 概要
2004年10月、新人発掘と育成を目的として、ビクターエンタテインメント傘下に前身となるBabeStar Label（ベイブスター レーベル）を設立し運営を開始。2009年4月1日にFlyingStarレーベルを新設したことにより、BabeStar Labelを合併し、再びビクターエンタテインメント傘下の新レーベルとして設立された。
音源制作は、同じ部門内にある新人発掘育成セクションのAD ROOMと協業で担当している。ビクターエンタテインメントは、avexやSony Music等のように傘下レーベルを子会社として分社化していないため、本レーベルに関しても、オリコンチャートや日本レコード協会では、発売元を本社であるビクターエンタテインメントとして一貫して扱われていた。

## レーベルの運営
FlyingStar Recordsでは、ロックを主体としたレーベル運営方針を採っている。BabeStarとFlyingStarの2レーベルの性質が内包されており、単発契約あるいは包括契約で所属するアーティストが綯い交ぜとなっている。

### BabeStar
BabeStarレーベルでは、アーティストは通常のメジャーレーベルで行われるような期間単位での包括契約を行わず、1作品ごとに契約を行うのが大きな特徴である。なお、基本方針としては、本レーベルで作品を発表した後にビクターレーベルやSPEEDSTAR RECORDSなどの主要レーベルへ移籍という過程を踏むようになっており、ビクターエンタテインメントのレーベルの中では新人アーティストの登竜門的な位置付けとされている。この方針に伴い、2005年に本レーベルからデビューしたSPECIAL OTHERSは、2006年に本レーベルからデビューしたアーティストとして初めて主要レーベルへ移籍した。また、CD価格を見直し、経費削減によってメインアイテムとなるフルアルバムを2,000円に設定するという価格破壊に成功している。
BabeStarというレーベル名には、スナック菓子のベビースターラーメンに由来しており、赤ちゃんと黒星を組み合わせたロゴマークとなっている。

### FlyingStar
FlyingStarレーベルでは、BabeStarとは異なり、通常のメジャー・レーベルで行う包括契約を行っている。BabeStarレーベルにおけるアーティストの飽和状態を解消し、アーティストが大きく出て行くレーベル作りを目指して設立された。

## 来歴
- 2004年
  - 10月、ビクターエンタテインメント内のレーベルとして、当時常務取締役の高垣健が中心となって、前身となるBabeStar Labelを設立。
- 2005年
  - 1月、ANATAKIKOUがBabeStar Label第1弾アーティストとしてデビュー。
- 2009年
  - 4月1日、FlyingStarレーベルを設立。Babestar Labelを合併、FlyingStar Recordsを新設。つしまみれがFlyingStar Records第1弾アーティストとしてデビュー。
- 2015年
  - DのDVD「D 47都道府県ツアー ファイナル at 舞浜アンフィシアター」を最後に消滅。

## かつて所属したアーティスト
- shango comedown above me（2005年、単発契約終了）
- SPECIAL OTHERS（2005年〜2006年、ビクターに移籍）
- ガガーリン（2005年〜2006年、解散）
- 倉橋ヨエコ（2005年〜2008年、活動終了）
- マキ凛花（2005年〜2009年、契約終了）
- POMERANIANS（2005年〜2009年、解散）
- 堀下さゆり（2005年〜2009年、lemonbird Laboratoryに移籍）
- ANATAKIKOU（2005年〜2011年、P-VINEに移籍）
- エレクトリックギュインズ（2006年）
- ChesterCopperpot（2006年、単発契約終了）
- BAMBOO（2006年〜2007年、単発契約終了）
- yolis（2006年〜2007年、単発契約終了）
- オトナモード（2006年〜2008年、ビクターに移籍）
- サクラメリーメン（2006年〜2012年）
- ハマザキコミネ（浜崎貴司・コミネリサ、2007年〜2008年、活動終了）
- Dew（2007年〜2008年、ビクターに移籍）
- サカナクション（2007年〜2009年、ビクターに移籍）
- 山口リサ（2007年〜2009年、plusGROUNDに移籍）
- 9nine（2007年〜2010年、SME Recordsに移籍）
- 竹内電気（2008年〜2010年）
- シュリスペイロフ（2009年〜2010年、十一recordsに移籍）
- D.L.P.（2009年、単発契約終了）
- LAZYgunsBRISKY（2009年、解散）
- 坂上弘（2009年〜2010年、契約終了）
- つしまみれ（2009年〜2010年、インディーズに移籍）
- cali≠gari（2009年〜2012年）
  - GOATBED（2005年〜2009年、活動終了）
  - XA-VAT（2010年〜2011年）
- 木箱 （2010年）
- 坂本龍馬（ALL THAT JAZZ）（2010年）
- Lovers Electro（2010年）
- 児玉奈央（2010年〜2011年）
  - 児玉奈央と青柳拓次（2011年）
- Bahashishi（2010年〜2011年）
- ソノダバンド（2010年〜2011年、EMI MUSIC・UK.Projectに移籍後解散）
- GO!GO!7188（2010年〜2012年解散）
  - チリヌルヲワカ（2011年）
- LUNKHEAD（2010年〜2013年）
- DJ 保坂壮彦（2011年）
- THEラブ人間（2011年、SPEEDSTAR RECORDSに移籍）
- DadaD（2011年〜2012年）
- アシガルユース（2011年〜2012年）
- アンド（2011年〜2012年）
- アルカラ（2012年）
- MERRY（2012年）
- すたーふらわー（2012年）
- トーンジュエル（2012年）
- エビメタ・バンド（2012年）
- BUZZ THE BEARS（2012年〜2013年）
- 瑠奈（2012年〜2013年）
- Plastic Tree（2012年〜2014年）
- BLUE BIRD BEACH（2013年）
- 福と花音（2013年）
- FAT CAT（2013年）
- EDEN（2013年〜2014年）
- 横山ルリカ（2013年〜2014年、CJビクターに移籍）
- D（2013年〜2015年）

## コンピレーション・アルバム
| 発売日         | タイトル                               | 規格品番   |
| -------------- | -------------------------------------- | ---------- |
| 2006年03月24日 | SUPER TRANCE BABE～gorgeous～          | VICB-60013 |
| 2010年07月07日 | TOKYO NEW WAVE 2010                    | VICB-60058 |
| 2011年03月16日 | GO!GO!7188 Tribute - GO!GO! A GO!GO!   | VICB-60069 |
| 2013年03月27日 | TREASON THE CUTTING EDGE OF ROCK PRESS | VICB-60102 |